# Pont de la Concorde (Paris)
Der Pont de la Concorde ist eine Brücke über die Seine in Paris, Frankreich. Sie verbindet die Place de la Concorde und den Quai des Tuileries mit dem Quai d’Orsay und läuft dabei genau auf das Palais Bourbon zu, den Sitz der Assemblée Nationale, der französischen Nationalversammlung.
Während der Planungsphase hieß sie Pont Louis XV, anschließend nacheinander Pont Louis XVI, Pont de la Révolution, Pont de la Concorde, während der Restauration wieder Pont Louis XVI und schließlich seit 1830 erneut Pont de la Concorde.
Der Pont de la Concorde ist eine der verkehrsreichsten Brücken von Paris, wenn man von den Brücken im Zuge des Boulevard périphérique absieht.

## Beschreibung
Die 153 m lange Brücke besteht aus fünf Segmentbögen mit Spannweiten von  25 m, 28 m, 31 m, 28 m und 25 m. Die von Jean-Rodolphe Perronet geplante und unter seiner Leitung ausgeführte Steinbogenbrücke war ursprünglich 15 m breit. In den Jahren 1931–1932 wurde sie von Henri Lang auf 35 m erweitert, indem auf beiden Seiten je eine Bogenreihe aus Stahlbetonbögen mit exakt dem gleichen Profil angebaut wurde, die eine äußere Verkleidung im alten Stil erhielten. Der Anbau ist noch erkennbar, wenn man nur knapp über der Wasseroberfläche schräg durch einen Bogen und die dortige Öffnung zwischen den Pfeilern des alten und des neuen Bogens blickt. Der größte Bogen ist im Scheitel 1,30 m stark. Das über die gesamte Länge sehr flach gewölbte Brückendeck ist unterteilt in drei Fahrbahnen in beide Richtungen, einen Radweg und zwei sehr breite Gehwege, die von steinernen Balustraden begrenzt werden. Die knapp drei Meter starken Pfeiler sind auf Pfählen gegründet, die Erweiterungen auf Caissons.

## Geschichte
Schon 1725 sollte eine Holzbrücke gebaut werden, da die zahlreichen neuen Häuser in den Vororten Saint-Germain und Saint-Honoré auch eine neue Verbindung über die Seine erforderten. Dieser Beschluss blieb jedoch ohne Folgen. Erst im September 1786 wurde der Bau der Brücke durch ein Edikt des Königs beschlossen, worauf das Parlament am 7. September 1786 ein Budget für das folgende Jahr bewilligte. Am 1. Oktober 1786 legte Perronet den Devis, die Leistungsbeschreibung für die Brücke, vor. Die Ausschreibung auf der Grundlage dieses Devis erfolgte im Januar 1787 und die Vergabe der Arbeiten am 27. Februar 1787. Zu dieser Zeit waren bereits Verträge für die Lieferung von Holz für die Lehrgerüste abgeschlossen worden, die die ausführende Baufirma zu übernehmen hatte. Während im Devis noch vorgesehen war, die behauenen Steine für die Brücke aus Steinbrüchen in Saillancourt bei Meulan zu beschaffen, soll tatsächlich zumindest ein größerer Teil aus der am 14. Juli 1789 erstürmten und anschließend abgerissenen Bastille stammen. Perronet gelang es, die Brücke in den letzten Jahren des von finanziellen Schwierigkeiten geprägten Ancien Régime und während der beginnenden französischen Revolution ausführen und im Jahre 1791 fertigstellen zu lassen.
1810 ließ Napoleon Bonaparte Statuen von acht in den Schlachten des Premier Empire gefallenen Generälen auf der Brücke aufstellen. Während der Restauration wurden sie ersetzt durch zwölf monumentale Statuen, die je vier Minister (Suger, Sully, Richelieu, Colbert), Feldherren (Du Guesclin, Bayard, Condé, Turenne) und Marineoffiziere (Duquesne, Tourville, Duguay-Trouin, Suffren) darstellten. Da ihr Gesamtgewicht für die Brücke zu hoch war, ließ Louis-Philippe I. sie nach Schloss Versailles schaffen.
1931–1932 wurde die Brücke erweitert; 1983 wurde sie saniert.
Der Pont de la Concorde ist seit dem 12. Juli 1975 als Monument historique geschützt.

## Veröffentlichungen
- Jean-Rodolphe Perronet: Pont projetté pour être construit sur la Seine au droit de la Place Louis XV in: Description des projets et de la construction des ponts de Neuilli, de Mante, d'Orléans, de Louis XVI, etc. On y a ajouté le projet du canal de Bourgogne, pour la communication des deux mers par Dijon; et de celui de la conduite des eaux de l'Yvette et de la Bievre à Paris. S. 264 ff. Didot fils aîné=Jombert jeune, Paris, 1788. Digitalisat auf Google Books, abgerufen am 29. Februar 2012.
- J.F.W. Dietlein: Perronets Werke, die Beschreibung der Entwürfe und der Bauarten der Brücken bei Neuilli,Mantes, Orleans, Ludwigs XVI. etc. den Entwurf des Burgundischen Kanals und den der Wasserleitung von der Yvette und Bievre nach Paris, sowie mehrere einzelne Abhandlungen, enthaltend. Aus dem Französischen übersetzt von J.F.W. Dietlein.  Halle, bei Hemmerde und Schwetschke, 1820. Digitalisat auf Google Books, abgerufen am 29. Februar 2012.
- Perronet: Devis des ouvrages à faire pour la construction du pont de Louis XVI. Imprimerie de Lottin l'aîné & Lottin, Paris, 1787. Digitalisat auf Google Books, abgerufen am 29. Februar 2012.